# Wayward Children
Wayward Children is een reeks van fantasyboeken en -verhalen van de Amerikaanse auteur Seanan McGuire. De boeken werden meerdere malen genomineerd en wonnen onder andere de Hugo Award, Nebula Award en Locus Award.

## Verhaal
De serie zich af op een kostschool voor kinderen die naar magische landen zijn gereisd en met geweld zijn teruggekeerd naar de 'echte' wereld. De delen spelen zich afwisselend op school af en tonen de levens van de kinderen terwijl ze zich in hun alternatieve werelden bevonden.

## Boeken
- 2016 - Every Heart a Doorway (Hugo Award, Nebula Award, Locus Award)
- 2017 - Down Among the Sticks and Bones
- 2018 - Beneath the Sugar Sky
- 2019 - In an Absent Dream
- 2020 - Come Tumbling Down
- 2021 - Across the Green Grass Fields
- 2022 - Where the Drowned Girls Go (Hugo Award)
- 2023 - Lost in the Moment and Found

## Korte verhalen
- Juice Like Wounds (13 juli 2020)
- In Mercy, Rain (18 juli 2022)
- Skeleton Song (26 oktober 2022)

## Prijzen en nominaties

### Complete reeks
- Hugo Award voor beste serie (2022, gewonnen)[1]

### Every Heart a Doorway
- Nebula Award voor beste novelle (2017, gewonnen)[2]
- Hugo Award voor beste novelle (2017, gewonnen)[3]
- Locus Award voor beste novelle (2017, gewonnen)[4]
- World Fantasy Award voor beste novelle (2017, genomineerd)[5]
- Alex Awards (2017, gewonnen)[6]

### Down Among the Sticks and Bones
- Alex Awards (2018, gewonnen)[7]
- Hugo Award voor beste novelle (2018, genomineerd)[8]

### Beneath the Sugar Sky
- World Fantasy Award voor beste novelle (2019, genomineerd)[9]
- Hugo Award voor beste novelle (2019, genomineerd)[10]

### In An Absent Dream
- Hugo Award voor beste novelle (2020, genomineerd)[11]

### Come Tumbling Down
- Hugo Award voor beste novelle (2021, genomineerd)[12]

### Across the Green Grass Fields
- Hugo Award voor beste novelle (2022, genomineerd)[1]

### Where the Drowned Girls Go
- Hugo Award voor beste novelle (2023, gewonnen)[13]

## Verfilming
In juli 2021 verwierf Paramount Pictures de filmrechten op de Wayward Children-reeks met de bedoeling er een franchise van uit te brengen.